# Кипърска полицейска академия
Кипърската полицейска академия (на гръцки: Αστυνομική Ακαδημία Κύπρου; на турски: Kıbrıs Polis Akademisi) е основната образователна институция за служители на правоприлагащите органи в Кипър. Основана е през 1990 г., като наследява Училището за полицейско обучение. Академията е призната за висше учебно заведение от Кипърския съвет за признаване на квалификации за висше образование (ΚΥ.Σ.Α.Τ.Σ.) и работи към Министерството на правосъдието и обществения ред като полицейско звено в организационната структура на полицията на Кипър. Работи постоянно, както за обучение на кадет-полицаи, така и за обучение на всички служители на полицията, независимо от техния ранг. Основната мисия на академията е да осигури адекватно образование и обучение на всички членове на службата, така че те да станат компетентни да изпълняват разнообразните задачи на правоприлагането.

## История
През 1892 г. е създадено първото училище за полицейско обучение, чрез тогавашно законодателство от тогавашната колониална администрация на Британски Кипър за създаване и функциониране на военна полиция (жандармерия). Предлаганото обучение се е основавало на военни стандарти. До 1945 г. новобранците са били обучени в тогавашния полицейски щаб, който по това време се е намирал в помещенията, където днес е разположен полицейския участък Paphos Gate в Никозия. През 1945 г. в замъка Кирения е основано полицейското училище, а през 1951 г. училището се премества от Кирения в Строволос на мястото, където се помещава дивизионния щаб на област Никозия до октомври 2008 г., а в момента се намира отделът за движение в Никозия. През 1975 г. училището се премества от мястото, което се помещава в Строволос, предоставяйки съоръженията на областния щаб на дивизията в Никозия, който е трябвало да се премести поради турската окупация на Кипър. Той се премества на същото място, където в момента е разположен щабът на кипърската полиция, където остава до днес.
През 1990 г. то е преустроено от полицейско училище в полицейска академия, а курсовете са обогатени по такъв начин, че да бъдат в крак с модерните развития в полицейското обучение. През 1996 г. академията е акредитирана и призната за държавно висше учебно заведение, а през 2003 г. всички предлагани курсове са преразгледани с акцент върху програмата за полицейски кадети, за да я модернизират.

## Организация и структура
Към кипърската полицейска академия функционира училище за сержанти и полицаи, офицерска школа и школа за чужди езици. Както и отделите – служба за гранична охрана и въпроси на ЕС и Фронтекс, отдел на агенцията на Европейския съюз за обучение по правоприлагане, и бюро за набиране на служители.